# World of Slime
World of Slime – drugi minialbum kanadyjskiego producenta muzycznego Snailsa, wydany 18 grudnia 2019 roku przez SLUGZ Music.

## Lista utworów
1. "Grime Rate" (Snails & Barely Alive) - 2:54
2. "Front 2 Back" (Snails & Kill the Noise feat. Sullivan King) - 4:17
3. "System Overload" (Snails & Kompany feat. Virus Syndicate) - 4:00
4. "RKO" (feat. Rico Act) - 3:23
5. "Tear It Up" (Snails & Carbin feat. Big Ali) - 4:06
6. "Snailclops" (Snails & Subtronics) - 2:48
7. "Jackhammer" (Snails & Krimer) - 3:24
8. "Snailephant VIP" (Snails & Wooli) - 2:49